# Mszał Johnsona

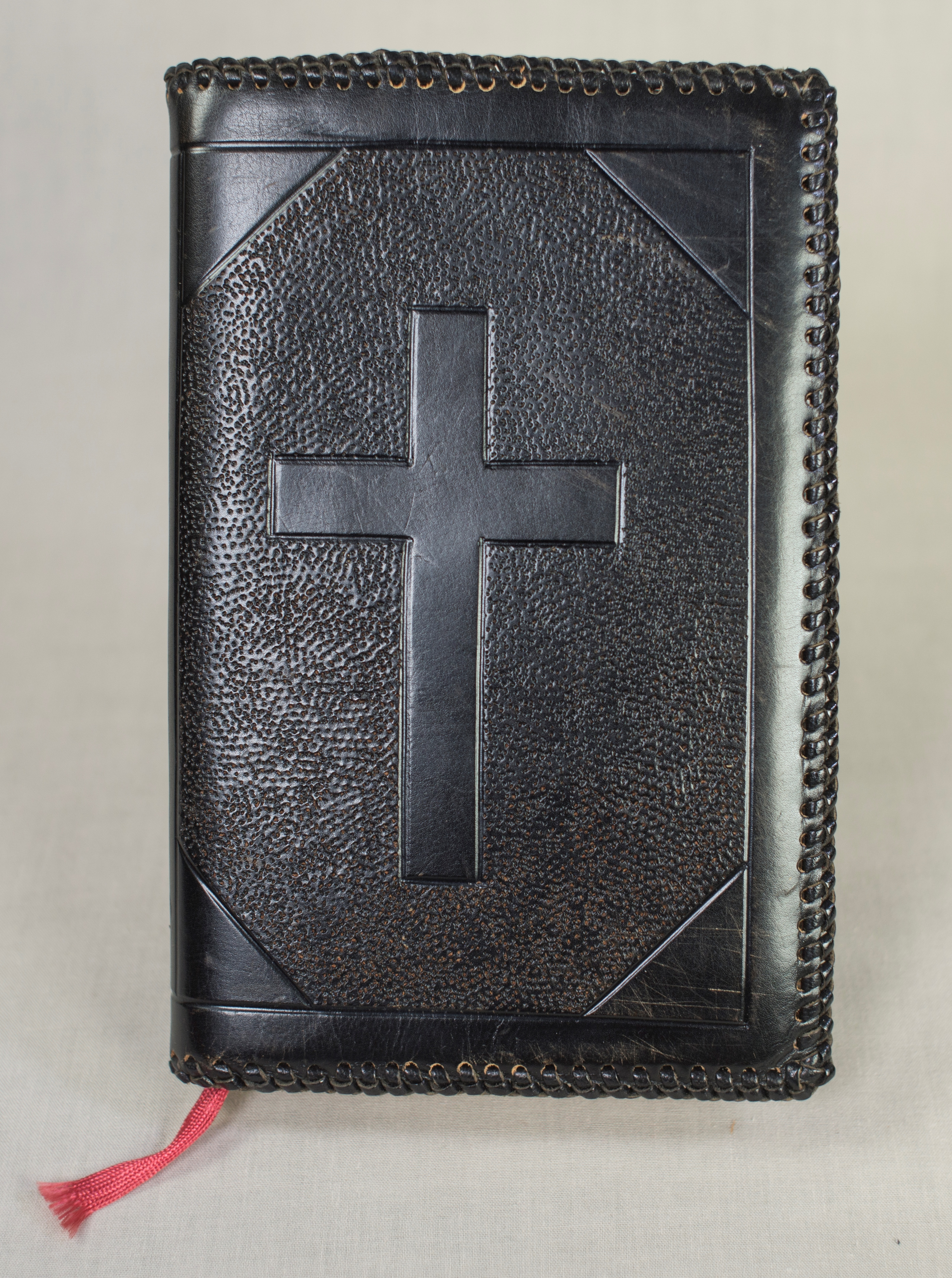
Mszał rzymski, na który przysiągł Lyndon B. Johnson 22 listopada 1963 roku w Air Force One

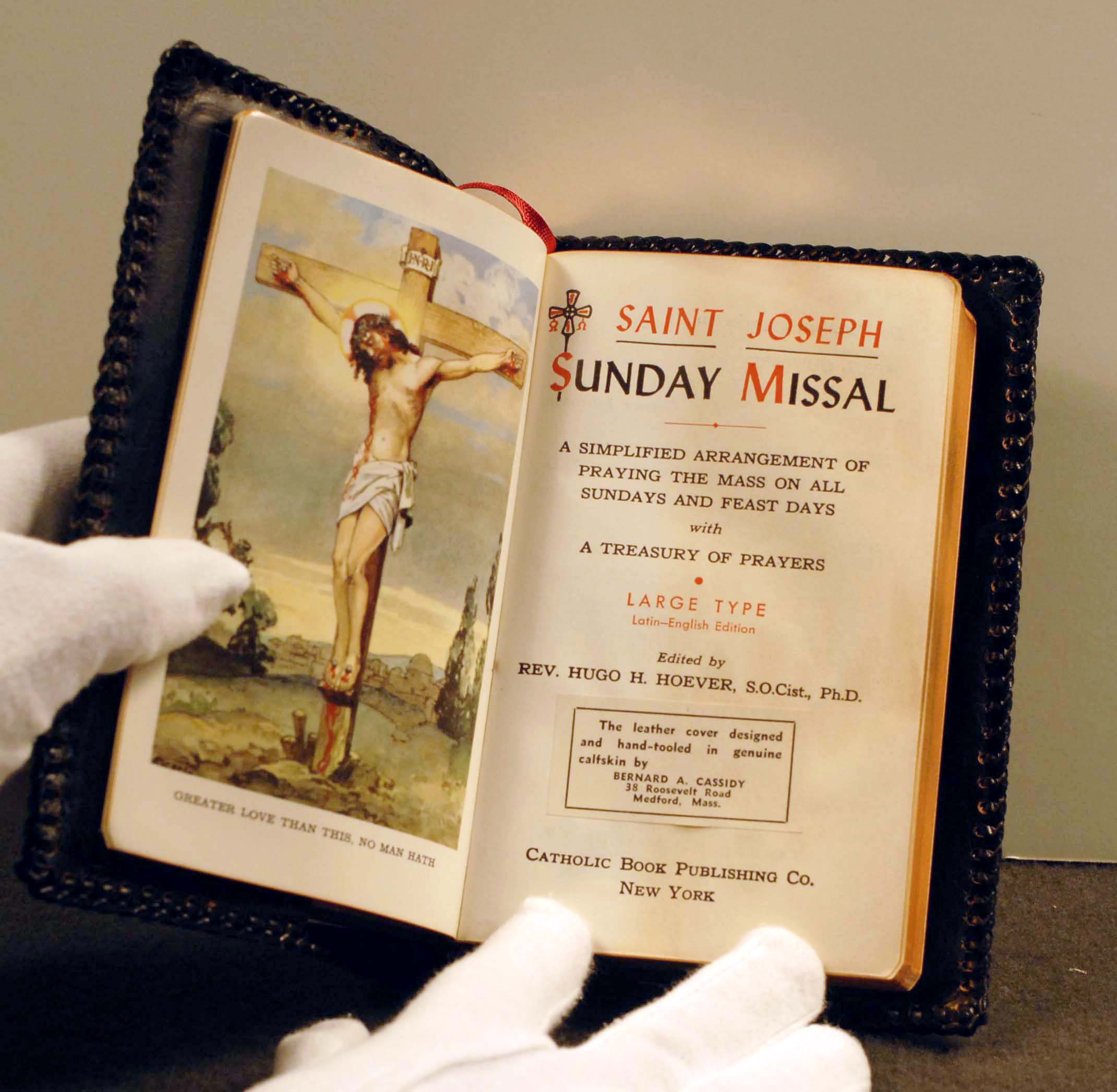
Tytułowa strona mszału

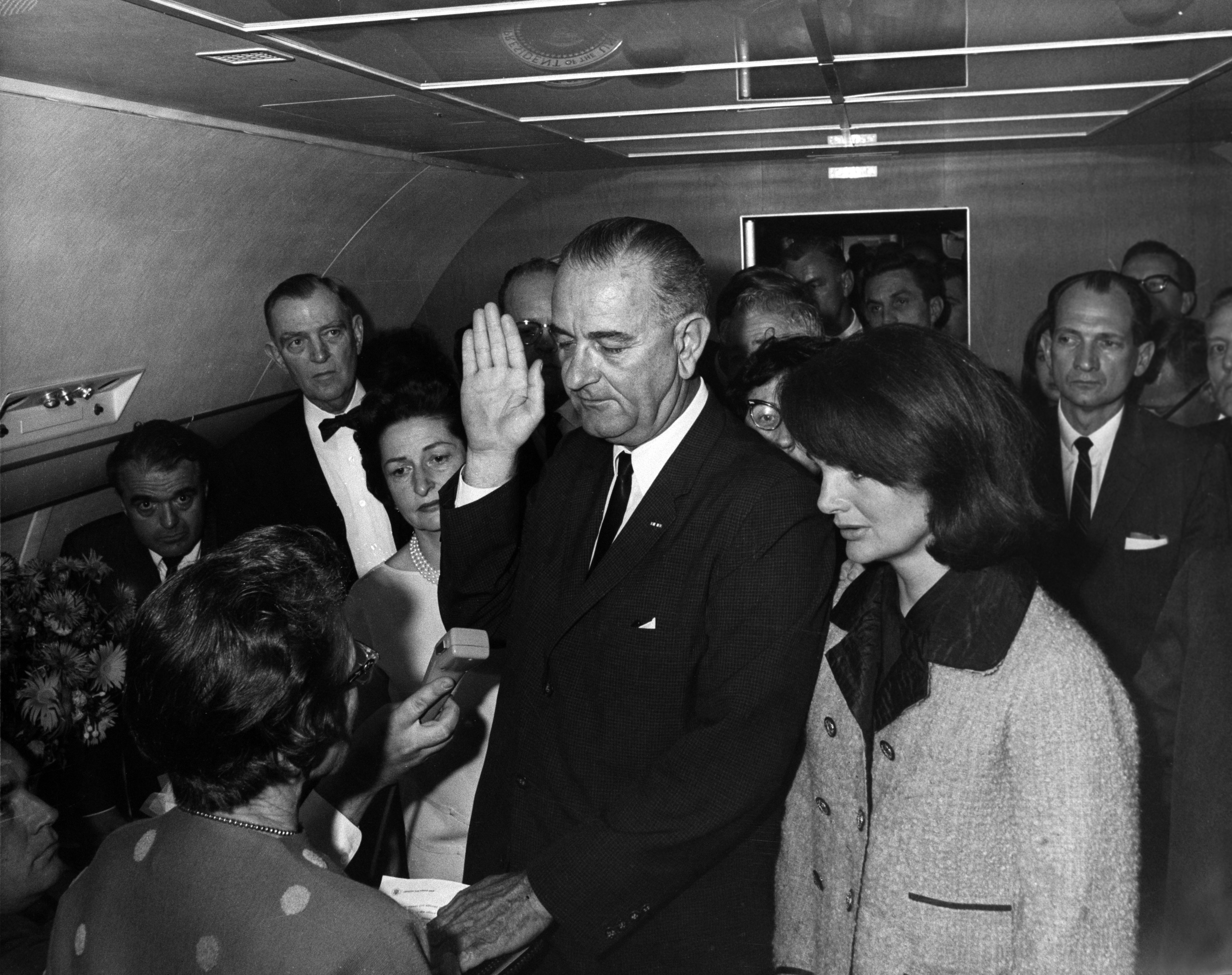
Johnson w trakcie zaprzysiężenia – jego lewa ręka spoczywa na mszale

Mszał Johnsona – mszał rzymski, na który przysięgał Lyndon B. Johnson podczas swojego zaprzysiężenia na urząd Prezydenta Stanów Zjednoczonych w dniu 22 listopada 1963 roku, na pokładzie samolotu Air Force One, znajdującego się na lotnisku Love Field w Dallas.

## Historia
Nie ma wymogu, aby do składania przysięgi prezydenckiej służyła jakakolwiek księga, a w szczególności księga z tekstem sakralnym, o czym nie wspomina Konstytucja Stanów Zjednoczonych. Zgodnie z konwencją przyszli prezydenci podczas składania przysięgi podnoszą prawą rękę, a lewą kładą na Biblii lub innej księdze. Choć większość prezydentów tak zrobiła, John Quincy Adams nie korzystał z Biblii podczas składania przysięgi w 1825 roku, ani też Theodore Roosevelt w roku 1901.
Czasami podczas inauguracji używano Biblii o znaczeniu historycznym. George H.W. Bush, Jimmy Carter i Dwight Eisenhower korzystali z Biblii inauguracyjnej George’a Washingtona. Barack Obama położył rękę na Biblii Lincolna podczas składania przysięgi w 2009 i 2013 roku, podobnie jak Donald Trump w roku 2017. Joe Biden położył rękę na dużej rodzinnej Biblii oprawionej w skórę.

## Zaprzysiężenie Johnsona
Do zaprzysiężenia Lyndona B. Johnsona doszło po dwóch godzinach od zamachu na prezydenta Johna F. Kennedy’ego. Świadomy konieczności szybkiego złożenia przysięgi jako symbolicznego aktu ciągłości władzy, Johnson zasięgnął porady prawnej przed podjęciem dalszych działań. Po zapoznaniu się z treścią przysięgi Johnson wezwał swoją przyjaciółkę Sarę T. Hughes, sędzię federalną w Dallas, aby przybyła do Air Force One i przyjęła od niego prezydencką przysięgę. W samolocie zaczęto szukać Biblii, na której wiceprezydent mógłby położyć rękę podczas ceremonii zaprzysiężenia, ale takowej nie znaleziono. Urzędnicy zakładali, że Hughes zabierze ze sobą Biblię do Air Force One, ale z nieznanych powodów tak się nie stało. W pewnym momencie asystent Kennedy’ego do spraw relacji z Kongresem Larry O’Brien (późniejszy komisarz ligi koszykarskiej NBA) znalazł coś, co uznał za Biblię. Księgi oprawionej w cielęcą skórę, z wytłoczonym krzyżem i owiniętej celofanem, użyto do zaprzysiężenia, co widoczne jest na fotografiach to uwieczniających. Choć pochodzenie mszału świętego Józefa pozostaje tajemnicą, powszechnie uważa się, że był to prezent dla prezydenta Kennedy’ego, który był katolikiem.
Kilka miesięcy po inauguracji prezydentury Johnsona poproszono o zlokalizowanie mszału, ale go nie odnaleziono. Sędzia Hughes powiedziała, że dała go nieznanej osobie, która, jak się później okazało, przekazała go do Białego Domu. Jest to prawdopodobnie jedyny mszał w historii, jakiego kiedykolwiek używano do złożenia przysięgi prezydenckiej. Lyndon B. Johnson, podczas swojej drugiej inauguracji 20 stycznia 1965 roku na Kapitolu, korzystał z Biblii rodzinnej. Obecnie mszał znajduje się w zbiorach Lyndon Baines Johnson Library and Museum w Austin w Teksasie.